# Gläd dig, du Kristi brud
Gläd dig, du Kristi brud är en välkänd adventspsalm av okänd dansk författare från 1632. I  psalmen syftar Kristi brud både på församlingen och på Jerusalem, men inte egentligen staden på Jesu tid utan det himmelska Jerusalem enligt Uppenbarelseboken 21:2: "Och jag såg den heliga staden, det nya Jerusalem, komma ner ur himlen, från Gud, redo som en brud som är smyckad för sin man."
Psalmen översattes till svenska år 1642 ("Frögda tigh tu Christi brudh") och kom in i 1695 års psalmbok. Den beskriver Jesu intåg i Jerusalem som en händelse där de som sjunger aktivt deltar. "Strö palmer på den stig / där Herren nalkas dig" (v. 6). Den bearbetades 1812 av Samuel Johan Hedborn och 1819 av Johan Olof Wallin och medtogs i detta skick i både 1819 års psalmbok och 1937 års psalmbok. Britt G. Hallqvist gjorde en bearbetning 1979, där (bland annat) omkvädet ändrades från "Hosianna! Pris och ära vår Konung vi hembära" till "Hosianna, pris och ära! Vår konung är nu nära."
Melodin (d-moll 2/2 eller e-moll 4/4) är av Jacob Regnart från 1574. Den finns nedtecknad i Schöne kurzweilige teutsche Lieder, som från början är profana kompositioner som bearbetats till koraler för kyrkligt bruk. Enligt uppgift i 1697 års koralbok är det samma melodi som till psalmerna Jag vill i denna stund (nr 18), O Herre, vem skall bo (nr 41), Så skön och ljuvlig är (nr 76), Sorgen för glädien går (nr 286), O Jesus, rik av nåd (nr 292) och På min Herre Gudh allen (nr 385). Enligt 1921 års koralbok med 1819 års psalmer bearbetade Bartholomäus Gesius 1605 Jacob Regnarts profana melodi till en koral, men denna insats finns inte omnämnd i någon annan psalmbok. Melodin används också till Gerhard Tersteegens psalmtext Från allt, hwad ej består, som finns i Lilla Kempis Andeliga Sånger 1876.
|  |
|  |

## Publicerad i
- 1695 års psalmbok som nr 116 med ovan angiven titelrad under rubriken "Advents-Psalmer".
- 1819 års psalmbok som nr 51 under rubriken "Jesu kärleksfulla uppenbarelse i mänskligheten: Jesu anträde till sitt medlarekall, adventspsalmer".
- Stockholms söndagsskolförenings sångbok (1882) som nr 86 med verserna 1-2, 5 och 7, under rubriken "Psalmer".
- Sionstoner (1889) som nr 444 med verserna 1-7, under rubriken "Psalmer".
- Svensk söndagsskolsångbok (1908) som nr 15 under rubriken "Adventssånger".
- Svenska Missionsförbundets sångbok (1920) som nr 75 under rubriken "Jesu födelse".
- Svensk söndagsskolsångbok (1929) som nr 34 under rubriken "Advents- och julsånger".
- Sionstoner (1935) som nr 143 under rubriken "Advent".
- Guds lov (1935) som nr 590
- 1937 års psalmbok som nr 41 under rubriken "Advent".
- Förbundstoner (1957) som nr 35 under rubriken "Guds uppenbarelse i Kristus: Advent"
- Frälsningsarméns sångbok 1968 som nr 581 under rubriken "Högtider - Advent".
- Den svenska psalmboken 1986 som nr 104 under rubriken "Advent".
- Finlandssvenska psalmboken (1986) som nr 2 under rubriken "Advent".
- Lova Herren (1988) som nr 85 under rubriken "Advent".

### Fotnoter
1. ↑  Karin Malmsten (29 november 2015). ”Första advent från Eksjö kyrka”. Sveriges radio P1. http://sverigesradio.se/sida/avsnitt/638458?programid=945#. Läst 1 december 2015.